# تل بيت مرسم (الخليل)
تل بيت مرسم يقع على بعد 29 كم جنوب غرب مدينة الخليل، بالقرب من قرية بيت مرسم وبمحاذاة الجدار العازل جنوب الضفة الغربية.

## التاريخ والآثار
تل بيت مرسم يعد من المواقع الأثرية الهامة، يروي حكاية حضارات تعاقبت منذ آلاف السنين، ويعود الاستيطان البشري فيه إلى العصر البرونزي، به جدران وأساسات مغر، وأرضيات مرصوفة بالفسيفساء، وبقايا آثار مختلفة مع بقايا مدينة وسور خارجي.